# National F.B.C.
El club National F.B.C. fue unos de los primeros equipos chalacos, en dedicarse en las prácticas del Fútbol peruano. Se fundó en 1899, en la Provincia Constitucional del Callao.

## Historia
El National F.B.C., en sus inicios, solía pactar encuentros con equipos provenientes de los marinos de buques británicos. Era una práctica común en esa época. Posteriormente, inició tener encuentros con clubes del primer puerto entre ellos con: 2 de Mayo, Club Independencia, Alfonso Ugarte, Morro de Arica, Atlético Grau N°1, Atlético Grau N°2, Club Unión Juvenil, Club Ferrocarril Central, Club Albarracín, Atlético Chalaco, José Gálvez, Sportivo Colon, Leoncio Prado, English Comercial School, Almirante Grau, Sport Bolognesi, Jorge Chávez No. 2 y Club Libertad.
Luego participó en campeonatos organizados por otros equipos del Callao.
El club National F.B.C., al igual de muchos clubes chalacos, hicieron caso omiso a la invitación de participar en la recién formada Liga Peruana de Fútbol de 1912. El club continuó pactando encuentros con otros clubes chalacos por un largo tiempo. El National F.B.C. se afilia a la Asociación Deportiva Chalaca, integrando la Liga Chalaca N°2. Jugó por varios años hasta su desaparición.

## Uniforme
Evolución Indumentaria.
| Titular 1 | Titular 2 | Titular 3 | Titular 4 | Titular 5 | Titular 6 | Titular 7 | Titular 8 |

## Amistosos
- Partidos amistosos de 1907 y 1908 con Club Libertad.
- Partidos amistosos de 1908 y 1909 con Atlético Chalaco.[3]
- Partidos amistosos de 1908 con el equipo de la nave California.[4]
- Partidos amistosos de 1908 con English Comercial School.
- Partidos amistosos de 1908 con Almirante Grau.

## Nota de clubes no relacionados
En esa época existió otro club con similar nombre. Tenemos los caso de:

### The National Foot Ball Club
El equipo The National Foot Ball Club que fue otro equipo fútbol chalaco de la época. Fue fundado en 1908, por los empleados de la compañía inglesa de vapores. El 24 de octubre de 1908, perdió un encuentro con el Atlético Chalaco por 2 - 0. El club afilia a la Asociación Deportiva Chalaca, integrando la Liga Chalaca N°2, por varios años.

#### Indumentaria
| Titular 1 | Titular 2 | Titular 3 | Titular 4 | Titular 5 | Titular 6 |

## Enlaces
- Tema: La formación de los clubes deportivos., Capítulo 2 de La difusión del fútbol en Lima, tesis de Gerardo Álvares Escalona, Biblioteca de la Universidad Nacional Mayor de San Marcos
- Tesis Difusión del Fútbol en Lima